# Phytoliriomyza venustula
Phytoliriomyza venustula är en tvåvingeart som beskrevs av Spencer 1976. Phytoliriomyza venustula ingår i släktet Phytoliriomyza och familjen minerarflugor. Arten har ej påträffats i Sverige. Inga underarter finns listade i Catalogue of Life.